# Jaime Ortiz Lajous
Jaime Luis Ortiz Lajous (* 1. Dezember 1932 in Mexiko-Stadt; † 26. März 2017 ebenda) war ein mexikanischer Architekt.

## Biografie
Ortiz studierte Architektur an der Escuela Nacional de Arquitectura der Universidad Nacional Autónoma de México (UNAM). Im Anschluss bildete er sich an der École des Beaux-Arts und an der Fakultät für Architektur der Universität La Sapienza in Rom weiter und spezialisierte sich dabei auf die Restaurierung von Monumenten. Er restaurierte im In- und Ausland zahlreiche monumentale und historische Bauten, unter anderem auch die Casa de los Azulejos, das ehemalige Kloster Ex Convento del Carmen im Nationalpark Desierto de los Leones und führte die erste umfangreiche Restaurierung der Kathedrale von Mexiko-Stadt durch.
Ortiz war auch als Professor für Entwerfen an der Hochschule (jetzt Fakultät) für Architektur an der Universidad Nacional Autónoma de México tätig, wobei er nach Richtlinien der Hochschule für Gestaltung Ulm lehrte. 
Er war Subdirektor im Verwaltungskomitee des Schulplanungsprojekts im mexikanischen Regierungsprogramm, 18 Jahre lang Direktor für die Restauration mexikanischer Staatsmonumente und Geschäftsführer für Design in der II. Stufe des Wohnbauprogrammes des Distrito Federal de México. Er war Vizepräsident des International Council on Monuments and Sites (ICOMOS) sowie Berater des Metropolitan Museum of Art in New York. Er verfasste über zehn Fachbücher über mexikanische Architektur. Ortiz war seit 2001 Mitglied des Sistema Nacional de Creadores de Arte (SNCA).

## Auszeichnungen
- 1981: Verdienstorden der Italienischen Republik
- 1982: „Carlos Lazo Barreiro“-Architekturpreis
- 1982: 5. nummerierter Preis der Academia Nacional de Arquitectura, Mexiko